# Kvarsebo distrikt
Kvarsebo distrikt är ett distrikt i Norrköpings kommun och Östergötlands län. 
Distriktet ligger nordost om Norrköping. 

## Tidigare administrativ tillhörighet
Distriktet inrättades 2016 och utgör socknen Kvarsebo i Norrköpings kommun.
Området motsvarar den omfattning Kvarsebo församling hade vid årsskiftet 1999/2000.